# Glutops punctatus
Glutops punctatus är en tvåvingeart som beskrevs av Wirth 1954. Glutops punctatus ingår i släktet Glutops och familjen Pelecorhynchidae. Inga underarter finns listade i Catalogue of Life.